# Matinsaari (ö i Jämsä, Valkeajärvi)
Matinsaari är en ö i Finland. Den ligger i sjön Valkeajärvi och i kommunen Jämsä i den ekonomiska regionen  Jämsä  och landskapet Mellersta Finland, i den södra delen av landet, 190 km norr om huvudstaden Helsingfors. Öns area är 0,1 hektar och dess största längd är 60 meter i sydöst-nordvästlig riktning.